# Sigalion blainvillii
Sigalion blainvillii är en ringmaskart som beskrevs av Costa 1841. Sigalion blainvillii ingår i släktet Sigalion och familjen Sigalionidae. Inga underarter finns listade i Catalogue of Life.